# كارولينا أرياس
كارولينا أرياس (بالإسبانية: Carolina Arias) (2 سبتمبر 1990 بكولومبيا - ) هي لاعبة كرة قدم كولومبية في مركز الوسط، شاركت في الألعاب الأولمبية الصيفية 2016. وشاركت مع منتخب كولومبيا تحت 20 سنة للسيدات لكرة القدم ‏ ومنتخب كولومبيا لكرة القدم للسيدات.

## وصلات خارجية
- كارولينا أرياس على موقع الاتحاد الدولي (مؤرشف)  (الإنجليزية)
- كارولينا أرياس على موقع الاتحاد الأوربي (الإنجليزية)
- كارولينا أرياس على موقع قاعدة بيانات كرة القدم.إي يو (الإنجليزية)
- كارولينا أرياس على موقع Soccerway.com (الإنجليزية)
- كارولينا أرياس على موقع عالم كرة القدم.نت (الإنجليزية)
- كارولينا أرياس على موقع اللجنة الأولمبية الدولية (الإنجليزية)
- كارولينا أرياس على موقع أوليمبيديا (الإنجليزية)